# La loba (telenovela)
La loba (trad.: A Loba) é uma telenovela mexicana produzida por María del Carmen Marcos e exibida pela Azteca Trece entre 8 de fevereiro e 8 de outubro de 2010.
Foi protagonizada por Ivonne Montero e Mauricio Islas e antagonizada por Regina Torné, Omar Fierro, Ana Belena, Rossana Nájera e Mauricio Barcelata. 

## Enredo
Maria Segovia é condenada injustamente a 25 anos de prisão por assassinar um homem, crime que não cometeu. Ela estava grávida do político mais cobiçado do México, Ignacio Alcázar, que a abandona e a rejeita por seu suposto crime. Na prisão, Maria sofre todos os tipos de horror, mas é ajudada por Carmen, uma outra presidiária. Quando Maria da à luz sua filha, sua sogra Prudencia Alcázar se encarrega de desaparecer com a neta,  contando com a ajuda de Esther, uma das carcereiras, que deu ordem a uma enfermeira para matar a menina. Desesperada, a enfermeira não comete o crime e entrega a menina a Luis Fernández, o entregador de legumes da cadeia. Naquele mesmo dia, Ignacio decide se casar com Eugenia Torres Velázquez, uma mulher rica e de boa família, sem imaginar que Prudencia e Eugenia foram as responsáveis por destruíram a vida de Maria.
25 anos se passam e Maria sai da prisão, sem antes descobrir por Carmen que sua filha está viva, e que a notícia da morte da menina havia sido uma mentira forjada por Esther. A partir daí,  Maria passa a ter dois objetivos: encontrar sua filha e se vingar da família Alcazar.

## Elenco
- Ivonne Montero - Ángeles Fernández Luna / Ángeles Alcázar Segovia "La Loba"[2]
- Mauricio Islas - Emiliano Alcázar
- Regina Torné - Prudencia Alcázar / Prudencia Gutiérrez
- Gabriela Roel - María Segovia / Lucrecia Aragonés del Águila "La Princesa"
- Omar Fierro - Ignacio Alcázar
- Anna Ciocchetti - Noelia Torres Velázquez
- Ana Belena - Felicia Yrigoyen Nahman
- Rossana Nájera - Yolanda Contreras "Yoli"
- Mauricio Barcelata - Tito
- Patricia Bernal - Colette Vennua
- Luis Miguel Lombana - Salvador Fabiri
- Miguel Ángel Ferriz  - Alejandro Alcázar
- Fernando Becerril	- Luis "Don Luis" Fernández
- Marta Aura - Teresa Gutiérrez
- Julieta Egurrola - Carmen De la Garza Ruíz "La Güera"
- Sylvia Saenz - María José "Marijo" Torres Alcázar
- Surya MacGregor - Eugenia Torres Velázquez
- Martín Navarrete - Peláez
- Gabriela Canudas - Claudia Gómez
- Lidia Jiménez - Esther
- Ana Elia García - La Turca
- Ramiro Huerta - Fabián
- Ana Silvia Garza - Zule
- Paloma Woolrich - Manuela
- Evangelina Sosa - Rosa
- Andrea Arámburo - Lita Fernández Luna
- Jorge Luis Vázquez - Quique Fernández Luna
- Claudine Sosa - Verónica
- Adrián Rubio - Daniel
- Sebastián Moncayo	- Christian
- Roberto "Raki" Ríos - Juan José "El Chacal"
- Beatriz Cecilia - Alda
- Vanessa Cato - Sandra
- Flavio Peniche - Moisés
- Patrick Fernández - Javier
- Juan Vidal - Alberto Colombo
- Metztli Adamina - Chuy
- Javier Sixtos - Israel
- Jorge Zepeda - Doctor González
- Patricia Palmer - La Mina
- Luis Cárdenas - Doctor Soto
- Javier Díaz Dueñas - Montemayor

## Reprise
Reprisada no seu canal original de 2 de novembro de 2015 a 29 de janeiro de 2016, em 63 capítulos, ao meio-dia, com 2 horas de duração, substituindo o programa Ellas Arriba e sendo substituída pela novela Pobre Rico Pobre.

## Prêmios e indicações

### TV Adicto Golden Awards
| Ano  | Categoria                      | Nomeação                | Resultado |
| ---- | ------------------------------ | ----------------------- | --------- |
| 2010 | Melhor telenovela de TV Azteca | María del Carmen Marcos | Venceu    |

### Prêmio Bravo
| Ano  | Categoria                 | Personagem     | Resultado |
| ---- | ------------------------- | -------------- | --------- |
| 2011 | Melhor atriz antagônica   | Regina Torné   | Venceu    |
| 2011 | Melhor atriz protagonista | Ivonne Montero | Indicado  |